# A.H.M. Scholtz
Andrew Henry Martin Scholtz (Kimberley, 28 juli 1923 - Mafikeng, 17 november 2004) was een Zuid-Afrikaanse schrijver.

## Leven en werk
A.H.M. Scholtz werd geboren als oudste van tien kinderen. Hij verlaat vroeg de school omdat zijn vader gehandicapt raakt en hij de kost moet verdienen voor het gezin. Hij komt bij zijn oom in de leer als timmerman. Hij sluit zich, om de armoede te ontvluchten en zijn familie te kunnen onderhouden, in 1940 aan bij het leger als de Tweede Wereldoorlog uitbreekt. Scholtz vecht in Kenia, Ethiopië en Egypte. Hij wordt ruim anderhalf jaar in Italië gevangen gehouden, voor hij erin slaagt te ontsnappen. Hij keert pas na vijf jaar terug naar Zuid-Afrika. Scholtz trouwt in 1948. Hij gaat weer werken als timmerman/aannemer en woont tot zijn dood in Mafikeng, in de provincie North west. 
In 1995 debuteert Scholtz op 72-jarige leeftijd met de roman Vatmaar, volgens eigen zeggen: “’n storie van die bruinmense van Suid-Afrika”, die een literaire storm veroorzaakte in Zuid-Afrika. Er worden hem verschillende literaire prijzen toegekend, wat er mede toe leidde dat hij beschouwd wordt als een van de belangrijkste stemmen van de antiracisme- en anti-apartheidsliteratuur van de negentiger jaren. Na Vatmaar verschijnen nog twee boeken van zijn hand: Langsaan die vuur  (1996) en Afdraai (1998). De taal die Scholtz gebruikt wordt Griekwa Afrikaans genoemd, een variant binnen het Oranjerivier Afrikaans, dat nog steeds wordt gesproken in de dorpen rond Kimberley en Johannesburg.

## Bekroningen
Ontleend aan de uitgever:
- Eugène Marais-prys (1996) – Vatmaar
- M-Net-prys vir Afrikaanse prosa (1996) – Vatmaar
- CNA-debuutprys (1996) – Vatmaar
- Patrick Petersen-gedenktoekenning (2002) – Vir sy bydrae tot die Afrikaanse letterkunde
- SALA-toekenning postuum (2008) – Vatmaar

## Werken
- Vatmaar. ’n Lewendagge verhaal van ’n tyd wat nie meer is nie (1995)
- Langsaan die vuur. Vyf lewensverhale (1996)
- Afdraai. ’n Kroniek van seermaak en seerkry, van vrede en verandering (1998)

## Vertalingen in het Nederlands
- Vatmaar; een levensecht verhaal over een tijd die voorbij is (1997). Uit het Afrikaans vertaald door Riet de Jong-Goossens
- Afdraai; een kroniek (2000). Uit het Afrikaans vertaald door Riet de Jong-Goossens